# Daniel E. Koshland, Jr.
Daniel Edward Koshland, Jr. (født 30. marts 1920 i New York City, død 23. juli 2007 i Walnut Creek) var en amerikansk biokemiker, der omorganiserede biologistudiet ved University of California at Berkeley og var redaktør på det ledende videnskabsmagasin i USA, Science, i en tiårig periode fra 1985 til 1995. Han var medlem af United States National Academy of Sciences.
Hans tidlige arbejder var inden for enzymkinetik ved Brookhaven National Laboratory, Long Island og Rockefeller University, New York. Dette ledte ham til at foreslå modellen for induceret tilpasning i enzymkatalyse. Efter dette tiltag vendte han sig til studiet af, hvordan bakterier kontrollerer deres bevægelse via kemotaxi.